# Обстріли Боромлянської сільської громади
Обстріли Боромлянської сільської громади — серія обстрілів та авіаударів російськими військами території Боромлянської сільської громади Охтирського району Сумської області в ході повномасштабного російського вторгнення в Україну.

## 2022

### З березня
3 березня окупанти знову почали масове бомбардування Сум та області, зокрема, був обстріл Недригайліва, Боромлі, Бездрика, Лебедина..

### 10 жовтня
Після оголошення повітряної тривоги з 06:50 ранку 10 жовтня в Конотопі на Сумщині пролунали два вибухи. Також було зазначено, що у різних районах Сумської області зафіксовано перебої зі світлом. За інформацією ГУ ДСНС у Сумській області, станом на 18:00 10 жовтня пожежу ліквідували. Утім в усіх районах Сумської області понад добу були проблеми з електропостачанням, а, як наслідок, проблеми з водопостачанням.

### 8 грудня
На Сумщині від російських бомбардувань із початку повномасштабного вторгнення найбільше постраждали Охтирська, Тростянецька, Боромлянська, Лебединська громади, а також громади Конотопського району, повідомив голова обласної військової адміністрації Дмитро Живицький.

## 2024

### 06 квітня
Російський ворог наніс ракетний удар (1 вибух).